# 方曉虹
方曉虹（英語：Angela Fong，1965年4月3日—），香港女歌手、亦是基督徒及第六屆新秀歌唱大賽金獎得主。

## 簡歷
方曉虹有四兄二姊，早年在觀塘區成長，就讀秀茂坪香港在職教師訓練班同學會學校。曾於1986年參加無綫電視及華星唱片合辦的第五屆新秀歌唱大賽，入選三十強，但未能晉身決賽，其後於1987年（當時22歲）再次參加第六屆新秀歌唱大賽，憑演唱葉倩文《我要活下去》奪得「金獎」、「金咪獎」及「最突出台風創新獎」三個獎項，與華星唱片簽下八年長約，她的歌唱事業發展未如理想，只唱過一些劇集歌曲，未有推出過個人大碟。

## 生活
方曉虹早在17歲時已結婚，19歲生下一女兒，但婚姻失敗離婚，其後與藝人李子雄再婚，兩人育有一名兒子並移居到加拿大多倫多，但最終離婚收場，李子雄亦已再婚生子。

## 歌曲作品
| 年份   | 歌名           | 主題                       | 備註       | 收錄                 |
| 1987年 | 愛花仙子       | 卡通片《愛花仙子》主題曲   | 一         | 一                   |
| 1987年 | 胡漢夢         | 電視劇《書劍恩仇錄》主題曲 | 劉錫明合唱 | 華星武俠金曲集       |
| 1987年 | 他與她         | 電視劇《書劍恩仇錄》插曲   | 一         | 一                   |
| 1988年 | 無言亦可相傾訴 | 電視劇《奇門鬼谷》插曲     | 劉錫明合唱 | 華星武俠金曲集第二輯 |
| 1988年 |                | 電視劇《誓不低頭》插曲     | 一         | 一                   |
| 1988年 | 不見哥哥回家中 | 電視劇《太平天國》插曲     | 江欣燕合唱 | 一                   |
| 1988年 | 三人行         | 電視劇《兵權》插曲         | 黎明合唱   | 一                   |
| 1989年 | 夢裏人         | 電影《火舞儷人》主題曲     | 一         | 一                   |
| 1993年 | 心動           | 一                         | 李子雄合唱 | 反斗最多星           |

## 演出作品

### 無綫電視劇
| 年份   | 劇名                       | 角色   |
| 1989年 | 天涯歌女                   | 王美美 |
| 1990年 | 孖仔孖心肝                 | Kitty  |
| 1990年 | 燃燒歲月                   | 邢玉娟 |
| 1990年 | 霓虹姊妹花續集（電視電影） |        |
| 1991年 | 忠奸老實人                 |        |
| 1993年 | 律政皇庭（電視電影）       |        |

### 電影
| 年份   | 片名                         | 角色 |
| 1990年 | 漫畫奇俠                     |      |
| 1990年 | 唯我獨尊（又名：血洗洪花亭） | 阿娥 |
| 1991年 | 神探馬如龍                   |      |
| 1992年 | 絕代雙驕                     |      |
| 1993年 | 獄鳳                         | 阿樂 |
| 1993年 | 獄鳳之殺出重圍               |      |

## 外部連結
- 方曉虹在香港影庫上的簡介